# Camas (Washington)
Camas ist ein im Clark County im US-Bundesstaat Washington gelegener Ort mit dem Status City mit 26.065 Einwohnern (Stand: 2020).

## Geographie
Camas liegt am Nordufer des Columbia Rivers, 20 Kilometer östlich von Vancouver USA und 22 Kilometer nordöstlich von Portland. Die Washington State Route 14 verläuft durch Camas.

## Geschichte

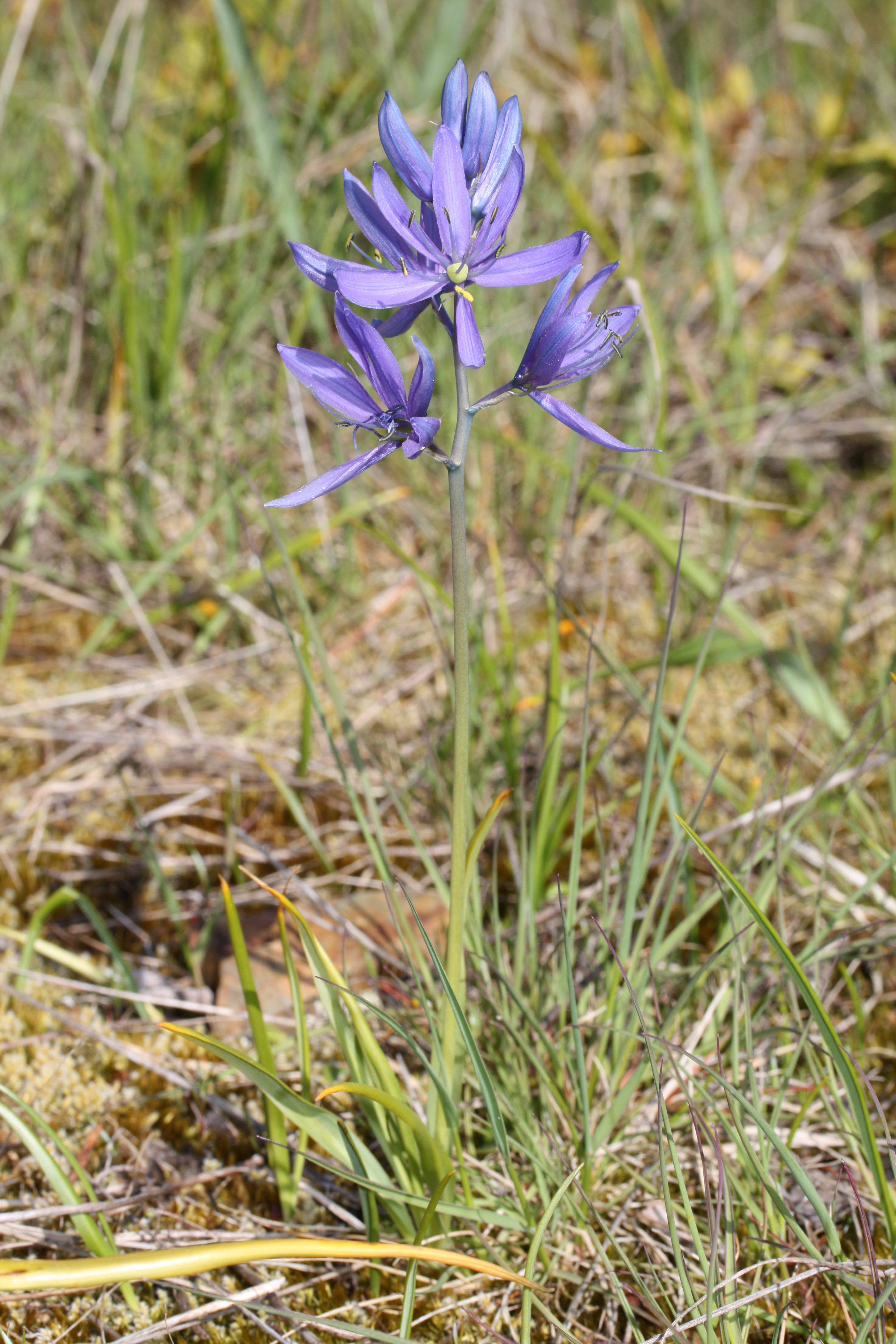
Camas lily, die namensgebende Pflanze

Für die am Columbia River lebenden Indianer war die Zwiebel der Camas lily (Essbare Prärielilie (Camassia quamash)) ein wichtiger Bestandteil ihrer Ernährung. Sie wurde auf Wiesen und Sümpfen gezüchtet, Mitte des Sommers geerntet und zum Essen in einfachen Backgruben gekocht. Die Camas lily wurde auch Namensgeber für die Stadt.
1883 wurde im Ort ein Sägewerk in Betrieb genommen, dem Papiermühlen folgten und die Einwohner bestritten ihren Lebensunterhalt in erster Linie mit der Herstellung von Zellstoff, der für die Herstellung von Papier verwendet wurde und der die lokale Wirtschaft für mehr als ein Jahrhundert beherrschte. Die offizielle Stadtgründung erfolgte im Jahr 1906.
Die Papier- und Zellstoffindustrie spielt nach wie vor eine entscheidende Rolle in Camas, jedoch hat sich im letzten Jahrzehnt des 20. Jahrhunderts sowie im ersten Jahrzehnt des 21. Jahrhunderts die wirtschaftliche Basis der Stadt erheblich erweitert. Zu den neu angesiedelten Firmen zählen Sharp, Underwriters Laboratories und Linear Technology. Camas profitiert auch stark von seiner Nähe zu den Bevölkerungszentren von Vancouver und Portland.

## Demografische Daten
Im Jahre 2014 wurde eine Einwohnerzahl von 21.220 Personen ermittelt, was eine Zunahme um 69,3 % gegenüber dem Jahr 2000 bedeutet. Das Durchschnittsalter der Bewohner lag im Jahre 2014 mit 39,5 Jahren leicht über dem Durchschnittswert des Bundesstaats Washington, der 37,7 Jahre betrug. 10,9 % der Einwohner gehen auf Einwanderer aus Deutschland zurück. Weitere maßgebliche Zuwanderungsgruppen während der Anfänge des Ortes kamen zu 8,1 % aus England, zu 5,0 % aus Irland und zu 3,4 % aus Norwegen.

## Söhne und Töchter der Stadt
- Jimmy Rodgers (1933–2021), Country-Sänger

Weitere Persönlichkeiten, die dem Ort verbunden sind:
- Greg Biffle (* 1969), NASCAR-Rennfahrer